# Rickard Söderberg
John Rickard Söderberg, född 10 april 1975 i Snöstorps församling, Hallands län, är en svensk operasångare (tenor) och debattör.

## Karriär

### Opera
Söderberg är ursprungligen pianist med utbildning från bland annat musikhögskolan vid Göteborgs universitet, men inledde sin sångkarriär efter att han börjat på Operaakademiet på Det Kongelige Teater i Köpenhamn. Redan innan studierna avslutats hade han debuterat på större scener i Danmark, Sverige och Tyskland. Därefter har han fortsatt att sjunga på mindre och större operahus i Europa, USA och Afrika.
Söderberg har framför allt tolkat barockmusik, Wolfgang Amadeus Mozart och Richard Wagner i roller som Idomeneo, don Ottavio, Lurcanio, Oronte  och Loge. Tidigare har han dessutom sjungit roller som Greve Almaviva, Lenskij, Rodolfo och don José. 2005 gjorde han titelrollen i ett modernt uruppförande av en opera av Johann Christian Bach, Temistocle. 

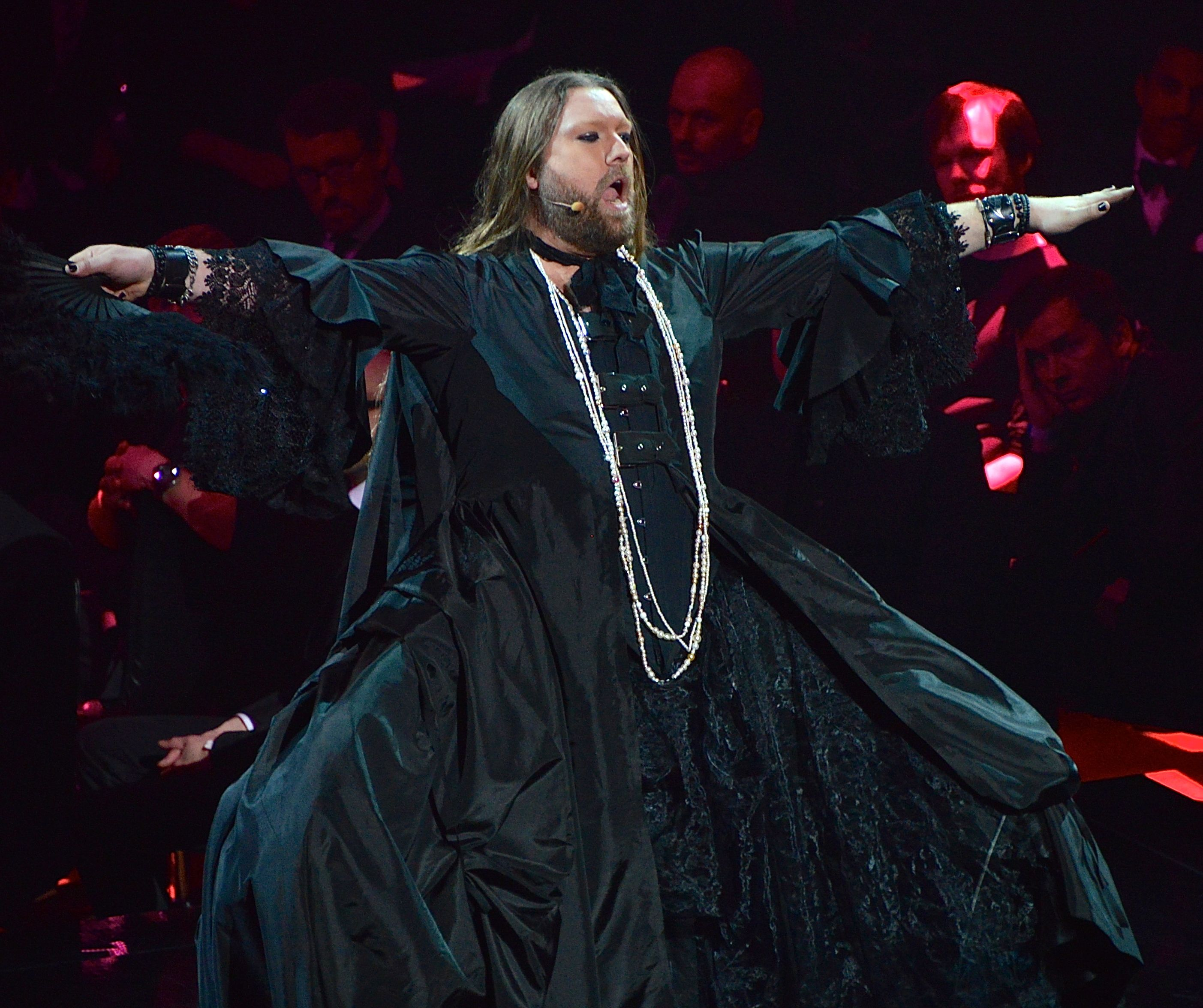
Rickard Söderberg på Grammisgalan på Cirkus, Stockholm den 20 februari 2013.

Sommaren 2005 debuterade Söderberg på Drottningholms slottsteater som Nahr al-Asi i Alcina av Georg Friedrich Händel tillsammans med Anne Sofie von Otter och Christine Schäffer. 2007 gjorde han huvudrollen i L'Orfeo av Claudio Monteverdi och 2012 huvudrollen i Orlando av Joseph Haydn. Han har framträtt där i mer än sju produktioner.
Under 2011 gjorde han Loge i Värmlandsoperans uppsättning av Richard Wagners Ringen.. På Malmö Opera har Söderberg gjort Idomeneo tillsammans med Malena Ernman. Han har dessutom gjort roller i Rucklarens väg, Karmelitsystrarna, Madama Butterfly, Hoffmans äventyr, Trollflöjten, Don Giovanni, Elias och Let's Make an Opera! av Benjamin Britten. Där var han även cover för Peron i Evita med Charlotte Perrelli. 
På Grammisgalan 2013 framträdde han i barockklänning och sjöng ur Carmen.
Under första halvåret av 2013 medverkade Söderberg bland annat i Trollflöjten och Nordenpremiären av Lear av Aribert Reimann på Malmö Opera.
Söderberg sjunger också med många av de större orkestrarna i både sakrala och profana verk, såsom  Messias och Judas Maccabaeus (Georg Friedrich Händel), Skapelsen (Joseph Haydn), Juloratoriet (Johann Sebastian Bach), Requiem (Mozart och Saint-Saëns), Beethovens 9:e symfoni och Missa Solemnis och Elgars The Dream of Gerontius.
Rickard Söderberg har givit ut två album, The Perfect Man (2008) som är en romansskiva med homopolitiskt twist tillsammans med Fredrick Haglund, och Castrato Arias - Uncut Edition (2009) med några av barockens vildaste arior skrivna för kastrater.
Sommaren 2013 debuterade Söderberg som regissör i Kammaropera Syds uppsättning av Alcina. Hösten 2013 ledde han TeamRickard från Halmstad i Körslaget i TV4; han slutade på bronsplats i tävlingen.

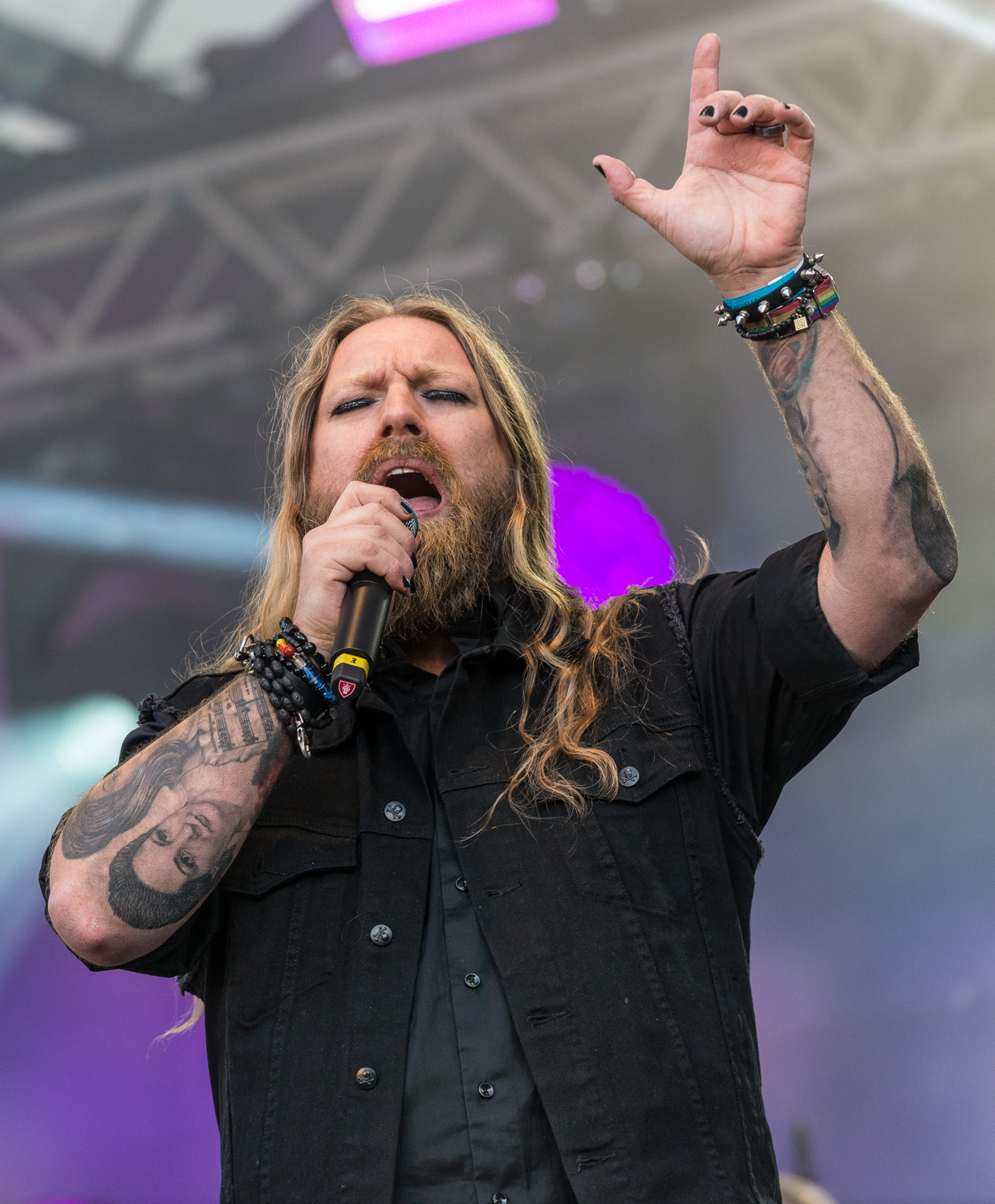
Rickard Söderberg under "Eurovision i Kungsträdgården" inför Eurovision Song Contest 2016 i Stockholm.

Söderberg tävlade i dansprogrammet Let's Dance 2016 som sänds på TV4.
Under våren 2017 var han en av deltagarna i Kulturfrågan Kontrapunkt, som sändes på SVT1.

### Musikal
På senare år har Rickard Söderberg börjat sjunga allt mer musikal. Han är ett stående inslag i Malmö stads nyårsfirande då tiotusentals personer hör honom framföra Anthem, och han har satt publikrekord på Malmö Opera med sina Barbra Streisand-konserter. 2012 sjöng Söderberg musikal tillsammans med Sanna Nielsen och Marianne Mörck på Lunds Arena och 2013 hade han fyra julkonserter tillsammans med Carola Häggkvist.

### Debattör
Rickard Söderberg är även känd för sitt arbete med HBTQ-frågor. Sommaren 2013 skrev han en artikel där han ställde krav på att svenska ambassaden i Moskva skulle hissa regnbågsflaggan under Stockholm Pride. Artikeln uppmärksammades på sociala medier och Söderberg blev inbjuden till UD för överläggningar. Han har även skrivit en svensk version av texten "Sälja min dotter som slav" som blivit spridd i Skandinavien.
Han har vid flera tillfällen tagit ställning för miljötänkande genom exempelvis minskat köttätande. Tillsammans med Greenpeace gjorde han 2008 en nytolkning av "Till havs", och 2013 hade han ännu ett samarbete med Greenpeace för att släppa de aktivister som blev tillfångatagna i Ryssland. Han driver också en blogg som fokuserar bl.a. på HBT-, miljö- och kulturfrågor.

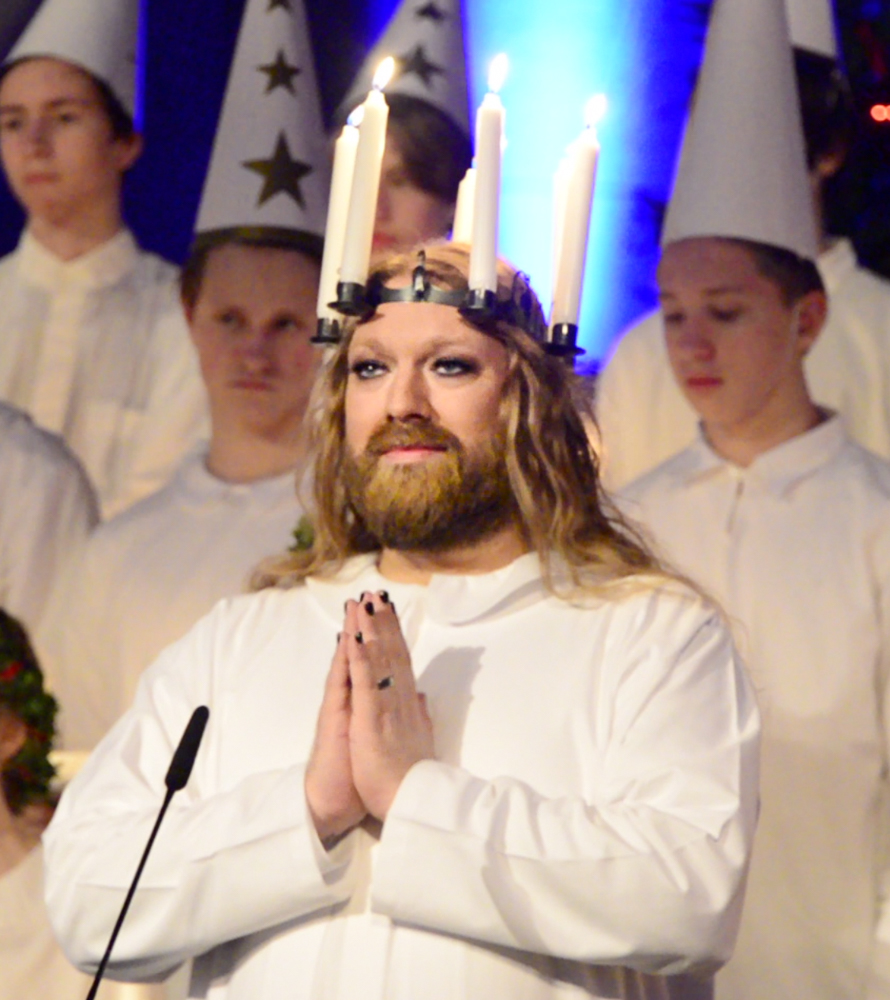
Rickard Söderberg under luciakonserten på Nordiska museet i Stockholm den 10 december 2017. (Bild ur film.)

## Produktioner

### Teaterroller (urval)
| År   | Roll                     | Produktion                                                  | Regi             | Teater      |
| ---- | ------------------------ | ----------------------------------------------------------- | ---------------- | ----------- |
| 2014 | Ben                      | Rebecca Sylvester Levay och Michael Kunze                   | Åsa Melldahl     | Malmö Opera |
| 2014 | Markel Alex Gromeko (US) | Doktor Zjivago Lucy Simon, Michael Korie och Michael Weller | Ronny Danielsson | Malmö Opera |

### Diskografi
Singlar
- "Although It's Been Said Many Times, Many Ways" (2010)

Album
- The Perfect Man (2008)
- Castrato Arias - Uncut Edition (2009)

## Priser och utmärkelser
- 2006 – Svenska Wagnersällskapets Bayreuthstipendium [9]
- 2007 – Drottningholmsteaterns Vänners stipendium
- 2011 – Malmö Operas Vänners stipendium
- 2015 – Hela kändis-Sverige bakar[10]
- 2015 – Eldh-Ekblads fredspris[11]
- 2016 – Årets skåning[12]
- 2016 – Årets homo[13]
- 2017 - Regnbågspriset
- 2021 – Malmö stads kulturpris[14]